# Jay megye
Jay megye az Amerikai Egyesült Államokban, azon belül Indiana államban található. Megyeszékhelye, egyben legnagyobb városa Portland. Lakosainak száma 20 478 fő (2020. április 1.). Jay megye Adams, Mercer, Darke, Randolph, Wells, Delaware és Blackford megyékkel határos.

## Népesség
A megye népességének változása:
| Lakosok száma | 21 178 | 21 374 | 21 385 | 21 330 | 21 121 | 20 478 |
|               | 2010   | 2011   | 2012   | 2013   | 2015   | 2020   |